# Col de Seron
Col de Seron är ett bergspass i Schweiz. Det ligger i distriktet Aigle och kantonen Vaud, i den sydvästra delen av landet, 70 km söder om huvudstaden Bern. Col de Seron ligger 2 152 meter över havet.